# Austroaleurodicus pigeanus
Austroaleurodicus pigeanus is een halfvleugelig insect uit de familie witte vliegen (Aleyrodidae), onderfamilie Aleurodicinae.
De wetenschappelijke naam van deze soort is voor het eerst geldig gepubliceerd door Baker & Moles in 1921.